# Азамбр, Этьен
Этьен Азамбр (фр. Étienne Azambre, 2 февраля 1859, Париж — 1933, VI округ Парижа) — французский художник, наиболее известный своими религиозными и жанровыми сценами, выполненными в сдержанной манере.

## Жизнь и творчество

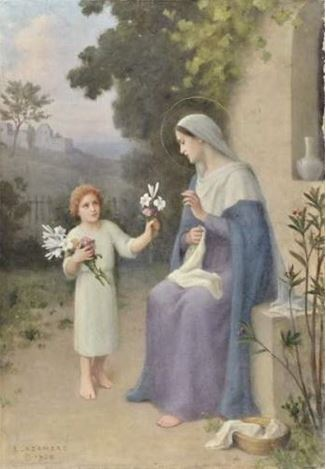
Подношение Деве Марии

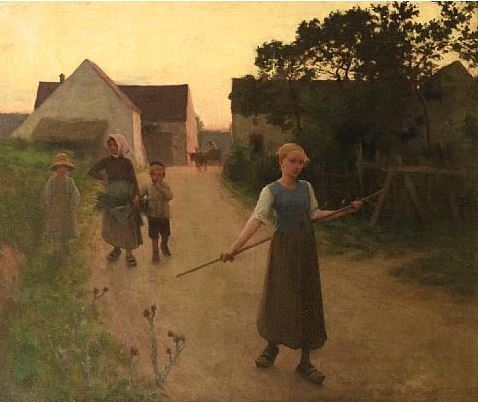
Возвращение с полей

Его отец был юристом. После посещения парижского коллежа Станислава Этьен решил стать художником. С 1879 по 1882 год он учился в Академии Жюлиана, затем до 1885 года посещал Национальную школу изящных искусств, где учился у Вильяма Бугро и Тони Робер-Флёри. Во время военной службы в Орлеане он на всю жизнь подружился с художниками Люсьеном Симоном и Жоржем Девальером.
Между 1883 и 1904 годами Азамбр регулярно выставлялся во Французском салоне художников. В 1889 году он участвовал в ежегодной выставке, проводимой Друзьями искусства департамента Сены и Уазы, которая проходила в Версале. В 1893 году у него была выставка в Королевском музее современного искусства в Брюсселе.
Его религиозные работы также можно было увидеть на нескольких художественных выставках, организованных розенкрейцерами. Самая крупная из них была проведена в 1893 году во Дворце Марсового поля, снесённом в 1988 году. Многие из его работ были воспроизведены в качестве иллюстраций в таких журналах, как Le Monde illustré, La Famille и La France Illustrée.
В 1895 году он был одним из художников, выбранных для украшения церкви Святой Марии Магдалины в Экен-Эрамекур в Сомме. Он создал фрески, украшающие купол и изображающие коронацию Богородицы в присутствии большого собрания ангелов. Позже он стал членом Société de Saint-Jean, где участвовал в их выставках, некоторое время занимал должность вице-президента и публиковал многочисленные статьи в их журнале Notes d’Art et d’Archéologie. Это помогло ему установить отношения с издательством Bouasse-Lebel, которое специализировалось на религиозных темах. В конце концов он предоставил сотни благочестивых изображений, многие для открыток, воспроизведённых с помощью литографии, ротогравюры и хромолитографии. Он полностью сосредоточился на сценах из Нового Завета.
В 1916—1919 годах Азамбр почти полностью посвятил себя созданию четырёх больших фресок, изображающих Рождество и Успение, в церкви Сен-Фирмен-де-Сенан в Йонне, деревне недалеко от его родового поместья. Умер в 1933 году; был похоронен на кладбище неподалёку. Месса в его память была отслужена в церкви Сен-Жермен-де-Пре 1 июля 1933 года.